# Ptisana rolandi-principis
Ptisana rolandi-principis là một loài dương xỉ trong họ Marattiaceae. Loài này được Rosenst. Christenh. mô tả khoa học đầu tiên năm 2011.